# کلرواستامید
کلرواستامید (به انگلیسی: Chloroacetamide) یک ترکیب شیمیایی با شناسه پاب‌کم ۶۵۸۰ است. شکل ظاهری این ترکیب، بی‌رنگ یا بلورهای زرد است.